# الحبيبية (منوبة)
الحبيبية هي إحدى قرى الجمهورية التونسية، تقع في ولاية منوبة شمال البلاد على الضفة الشمالية لوادي مجردة وعلى بعد 30 كم غربي مدينة تونس على الطريق المحلية رقم 511. ويبلغ عدد سكان 565 نسمة (2015). وهي من معتمدية جديدة التابعة لولاية منوبة..

## مواضيع ذات علاقة
- تونس.
- الجديدة (تونس).
- ولاية منوبة.

### مواضيع ذات علاقة
- ولاية منوبة.